# مارسيل سيمون (مؤرخ)
مارسيل سيمون (بالفرنسية: Marcel Simon)‏ هو مؤرخ فرنسي، ولد في 10 أبريل 1907، وتوفي في 26 أكتوبر 1986 في ستراسبورغ في فرنسا.